# Leki
Karoline Kamosi alias Leki (Kinshasa, 28 januari 1978) is een Congolees-Belgische hiphop-artieste. Ze is de zus van Manuela 'Ya Kid K' Kamosi. 'Leki' is Lingala en betekent 'kleintje' of 'kleine zus/broer'.

## Levensloop
Door haar oudere zus mocht Karoline op twaalfjarige leeftijd samen met Technotronic (de groep van Ya Kid K) in de studio aan het werk. Manuela gaf haar jongere zusje de artiestennaam Leki K. De K staat voor Kamosi, maar werd later weggelaten omdat Karoline het te moeilijk vond om uit te spreken. Uiteindelijk kwam er van het project niets terecht, doordat Karoline eigenlijk nog te jong was voor een internationale carrière. Karoline ging dansen in hiphopgroepjes, begon haar eigen groep en schreef teksten voor liedjes.
Toen ze zestien was, kreeg ze een platencontract en nam ze haar debuutalbum op. Hoewel ze in heel Europa promotieoptredens mocht geven, werd het album nooit uitgebracht.
Begin 2004 tekende Karoline een contract met platenmaatschappij Mostiko. Onder de naam Leki bracht ze haar eerste single Breakin' out uit, een nummer dat gaat over feesten en uitgaan. Het nummer werd goed ontvangen in België en Nederland. De videoclip van het nummer werd in Los Angeles opgenomen door Abdullah Malik, die eerder al samenwerkte met Jay Z, en geproduceerd door Blueyedpictures, die eerder al video's produceerden voor Red Hot Chili Peppers en Prince. Op 12 juli 2004 verscheen de tweede single, Crazy, waarvan de videoclip opnieuw werd opgenomen in LA. Deze keer werd hij geregisseerd door Michael Rooney die de bekroonde videoclip Weapon of choice voor Fatboy Slim met Christopher Walken draaide. Op 26 juli kwam Leki's debuutalbum Breakin' out uit. Op de TMF Awards 2004, die ze zelf opende en presenteerde, kreeg ze twee prijzen: die voor Meest Belovend Nationaal en die voor Beste R&B/Rap Nationaal.
Op 5 december 2005 kwam Leki's tweede album Warrior girl uit. Hierop werkte ze onder meer samen met de Amerikaanse rapper Coolio. De nummers Spread my wings, Trouble en Sitting in my car werden op single uitgebracht. In 2006 was ze een van de artiesten die optraden tijdens het 0110-concert. In 2007 bracht Leki in eigen beheer de single U&I uit. Ze kwam ook met een nieuwe podiumact voor het festivalseizoen. In oktober van dat jaar stond ze op het podium van de TMF Awards.
In 2008 kwam de single Over the rainbow uit. Dit was de Vlaamse titeltrack voor de reeks Prison Break. In juni 2008 verscheen haar album Multiplicity. In november van dat jaar speelde ze in de AB het voorprogramma van de Britse zangeres Estelle. Ook kwam rond die tijd Coupe le verbe en deux, een duet met de Waalse rapper Akro, uit.
Begin 2009 vormde Leki een gelegenheidstrio met The Sweet Mints, waarmee ze de singles Love me another day, Elvis en Obsessive opnam. Eind dat jaar bracht dit gezelschap een volledig album uit, dat slechts matig verkocht. Ook het in 2012 uitgebrachte soloalbum Tales of the journey wist geen notering te behalen in de albumlijsten. 
In 2022 werkte Leki met Stef Kamil Carlens als producer aan een nieuwe plaat, haar eerste in zes jaar. Ze lanceerde begin dat jaar alvast een eerste single genaamd The River van het album dat werd uitgebracht door Starsky Records.

### Privéleven
In 2011 had Leki cerebrale malaria. In 2016 had ze last van een burn-out. In het voorjaar van 2022 liep Leki een hersenontsteking op. De kleine bloedingen in haar hoofd waren naweeën van malaria waarvan ze een maand eerder ziek was. Leki lag een week in coma, was bijna volledig verlamd en had zware oorschade opgelopen. Ze werd in een revalidatiecentrum opgenomen voor een langdurige herstelling. In 2023 kon ze haar revalidatie thuis verder zetten.

## Discografie

### Albums
| Album met hitnotering(en) in de Vlaamse Ultratop 200 albums | Datum van verschijnen | Datum van binnenkomst | Hoogste positie | Aantal weken | Opmerkingen |
| ----------------------------------------------------------- | --------------------- | --------------------- | --------------- | ------------ | ----------- |
| Breakin' out                                                | 26-07-2004            | 07-08-2004            | 28              | 8            |             |
| Warrior girl                                                | 05-12-2005            | 17-12-2005            | 36              | 14           |             |
| Multiplicity                                                | 23-06-2008            | 05-07-2008            | 58              | 4            |             |

### Singles
| Single met eventuele hitnotering(en) in de Nederlandse Top 40 | Datum van verschijnen | Datum van binnenkomst | Hoogste positie | Aantal weken | Opmerkingen                                           |
| ------------------------------------------------------------- | --------------------- | --------------------- | --------------- | ------------ | ----------------------------------------------------- |
| Breakin' out                                                  | 2004                  | 13-03-2004            | 21              | 7            | Nr. 19 in de Single Top 100 / Dancesmash op Radio 538 |
| Crazy                                                         | 2004                  | 24-07-2004            | tip4            | -            | Nr. 38 in de Single Top 100                           |
| Throw 'm up                                                   | 2005                  | 26-03-2005            | tip19           | -            | met Raw Jawz / Nr. 45 in de Single Top 100            |

| Single met hitnotering(en) in de Vlaamse Ultratop 50 | Datum van verschijnen | Datum van binnenkomst | Hoogste positie | Aantal weken | Opmerkingen                                             |
| ---------------------------------------------------- | --------------------- | --------------------- | --------------- | ------------ | ------------------------------------------------------- |
| Breakin' out                                         | 2004                  | 28-02-2004            | 9               | 14           |                                                         |
| Crazy                                                | 2004                  | 31-07-2004            | 16              | 9            |                                                         |
| Latin lover                                          | 2004                  | 18-12-2004            | 37              | 7            | Nr. 17 in de Radio 2 Top 30                             |
| Throw 'm up                                          | 2005                  | 12-03-2005            | 31              | 8            | met Raw Jawz                                            |
| Spread my wings                                      | 2005                  | 26-11-2005            | 21              | 10           | Nr. 13 in de Radio 2 Top 30                             |
| One love                                             | 2006                  | 04-02-2006            | 21              | 7            | met Ali / Nr. 16 in de Radio 2 Top 30                   |
| Sitting in my car                                    | 2006                  | 04-11-2006            | 38              | 2            | met Babybang & M.I.S.T.A. / Nr. 26 in de Radio 2 Top 30 |
| Over the rainbow                                     | 17-03-2008            | 29-03-2008            | 10              | 15           | Nr. 9 in de Radio 2 Top 30                              |
| Baby                                                 | 2008                  | 16-08-2008            | tip7            | -            | met Nile Rodgers                                        |
| They don't know                                      | 2008                  | 04-10-2008            | tip20           | -            |                                                         |
| Love me another day                                  | 27-02-2009            | 04-04-2009            | 27              | 5            | met The Sweet Mints / Nr. 2 in de Radio 2 Top 30        |
| Elvis                                                | 08-06-2009            | 04-07-2009            | tip9            | -            | met The Sweet Mints / Nr. 22 in de Radio 2 Top 30       |
| Obsessive                                            | 05-10-2009            | -                     |                 |              | met The Sweet Mints / Nr. 27 in de Radio 2 Top 30       |
| Diggin' my man                                       | 22-02-2010            | -                     |                 |              | Nr. 3 in de Radio 2 Top 30                              |
| Get over                                             | 14-05-2012            | 02-06-2012            | tip40           | -            |                                                         |
| Le Congo                                             | 11-11-2013            | 07-12-2013            | tip69           | -            |                                                         |
| Sinterklaas die goeie heer                           | 2014                  | 06-12-2014            | tip85           | -            | met Cathérine Vandoorne & Anja Daems                    |

## Televisie
In 2001 studeerde Leki af als Licentiate in de Rechten aan de Universiteit Antwerpen (toenmalige U.I.A.). Tijdens haar studie Rechten werd zij aangenomen bij TMF. Daar mocht ze het programma Coolsweat presenteren. Dit was het allereerste hiphopprogramma op de Belgische televisie.
Later maakte Leki de overstap naar JIM, waar ze het dagelijkse programma Hitbox en het wekelijkse hiphopprogramma 411 Magazine presenteerde. Later liet ze de presentatie van Hitbox over aan Eveline Hoste om zich meer op haar muziekcarrière te kunnen concentreren. Tijdens de zomer was ze ook te zien in Festivalitis!, het festivalprogramma van JIM.
Op 25 januari 2007 werd Leki de presentatrice van Provant.be, een programma uitgezonden door de regionale zenders ATV en RTV waarin getoond wordt wat de provincie Antwerpen allemaal doet voor haar inwoners. Het provinciebestuur sloeg met de keuze van Leki een nieuwe weg in op het vlak van de vaak als "saai" ervaren overheidscommunicatie.
Ook in 2007 werd ze een van de presentatoren van The Countdown Show, een programma dat op JIM te zien was tussen de twee delen van Idool 2007 met interviews achter de schermen.
Leki was in het voorjaar van 2007 ook te zien in Celebrity Shock, een programma van VTM, waarin ze een duo vormde met Davy Brocatus.
In 2008 presenteerde Leki het showbizzprogramma Showtime op JIM. Tijdens de zomer van dat jaar presenteerde ze ook het programma Let's Go Lasgo, waarin er werd gezocht naar een nieuwe zangeres voor de groep Lasgo.
Ook in 2008 werd haar liedje Over the rainbow de titelsong van de bekende televisiereeks Prison Break.
In het najaar van 2008 was ze ook in Noorwegen voor de copresentatie van het nieuwe seizoen van 71° Noord ter vervanging van Evi Hanssen die zwanger was. De opnamen werden stilgelegd nadat copresentator Ernst-Paul Hasselbach en productiemedewerker Leentje Custers tijdens een auto-ongeluk op 11 oktober 2008 om het leven waren gekomen.
Tijdens de zomer van 2009 presenteerde ze het onderdeel "De zomer van..." in het programma Hit the Road, waarin ze elke aflevering een uitvoerder van een zomerhit bezocht. Eveneens in 2009 presenteerde ze voor JIM het programma 2015: De Andere Kant Van De Wereld, dat draaide om de Millenniumdoelstellingen. In het najaar nam ze een nieuw seizoen op van 71° Noord, dat te zien was bij VTM en de AVRO.
In 2012 speelde ze mee als zichzelf in Familie.

## Radio
Leki presenteerde een aantal jaren het r&b-programma Juice bij Studio Brussel. Het was een uitloper van Coolsweat, het programma dat ze presenteerde bij TMF.
In januari 2009 ging ze aan de slag bij de toen pas opgerichte hitzender MNM. Ze presenteerde er op zaterdag Leki, dat zich richtte op r&b en soul. Het programma werd eind dat jaar opgedoekt. Leki kreeg voorstellen voor andere programma's, maar sloeg die af.
In het najaar van 2013 ging ze bij Radio 2 aan de slag als copresentatrice van De Madammen, ter vervanging van Ilse Van Hoecke. Ze presenteerde het programma tot de zomer van 2014.

## Theater
In het najaar van 2021 speelde Leki de rol van Nicki Marron, de zus van Whitney Houston, in de musical The bodyguard, een Belgische productie van Musichall.
Huidig (anno 2022):
Luc Appermont · Cara Cobbaert · Anja Daems · Sandra Deakin · Karolien Debecker · Kim Debrie · Peter De Groot · Lars De Groote · Guy De Pré · Chris Dusauchoit · Dirk Ghijs · Peter Hermans · Wouter Landuyt · Filip Ledaine · Daan Masset · Caren Meynen · Sven Pichal · Marc Pinte · Harald Scheerlinck · Siska Schoeters · Benjamien Schollaert · Showbizz Bart · Sharon Slegers · Jo Van Damme · Niels Vandeloo · Sonny Vanderheyden · Cathérine Vandoorne · Christel Van Dyck · Ruben Van Gucht · Iris Van Hoof · Vanessa Vanhove · Britt Van Marsenille · David Van Ooteghem · Peter Verhulst · Dirk Vlaeyen · Pascal Vranckx · Albrecht Wauters
Voormalig:
Luk Alloo · Johan Anthierens · Nand Baert · Erik Baeyens · Wim Bary · Jos Baudewijn · Flor Berckenbosch · Marcel Beerten · Wilfried Bertels · Marc Brillouet · Els Broeckmans · Fred Brouwers · Edwin Brys · Ro Burms · Walter Capiau · Annemie Coppieters · Harry Creemers · Karel Daerden · Christoff · Conny De Boos · Hein Decaluwé · Jessie De Caluwe · Jo met de Banjo · Gust De Coster · Martin De Jonghe · Paula De Meulder · Els De Vuyst · Frank Dingenen · Michel Follet · Jacky Geerts · Jos Ghysen · Margriet Hermans · Irene Houben · Michel Ilsen · Rita Jaenen · Chris Jonckers · Tante Kaat · Luk de Laat · Jo Leemans · Leki · Kathy Lindekens · Kris Luyten · Micha Marah · Betty Mellaerts · Kaat Mendonck · Freek Neirynck · Line Ooms · Sven Ornelis · Katrien Palmers · Gerard Pollet · Julien Put · Hugo Raspoet · Niko Reynaert · Luk Saffloer · Karel Segers · Lennart Segers · Lutgart Simoens · Rudi Sinia · Dirk Somers · Dré Steemans · Jan Theys · Gene Thomas · Wiet Van Broeckhoven · Marc Van den Hoof · Dieter Vandepitte · Karin Van den Berghe · Thomas Van der Spiegel · Kurt Van Eeghem · Wim Van Gansbeke · Els Van Herzeele · Ilse Van Hoecke · Bert Van Molle · Jan Van Rompaey · Paula Van Wilder · Louis Verbeeck · Karel Vereertbruggen · Herwig Verhovert · Luc Verschueren · Johan Verstreken · Tom Vossen · Eddy Wally · Niels William · Edwin Ysebaert · Zaki